# Set und Setting
Set und Setting bezeichnet beim Drogenkonsum die mentale Verfassung des Konsumenten (von eng. mindset) und die Umgebung (Setting).
Die Begriffe wurden vom US-Psychologen Timothy Leary im Zusammenhang mit der Einnahme von LSD geprägt.
Die Wirkung einer Droge hängt demnach nicht nur von der Dosis ab, sondern auch von den individuellen Eindrücken des Konsumenten, welche durch dessen Stimmung, Erwartungshaltungen und Gedanken, und seiner Umgebung beeinflusst werden.

## Thesen
Nach Leary können durch günstiges Set und Setting mit LSD psychische Probleme behandelt werden. Durch Meta-Programmieren soll eine absichtliche und gezielte Veränderung des eigenen Geistes und Verhaltens möglich sein.
Auch neuere Untersuchungen im Umfeld des seit Mitte der 1990er Jahre wiedererwachtem Forschungsinteresse an Halluzinogenen und Entaktogenen zeigten den starken Einfluss der Umgebung (des Settings), so stellt eine ungeeignete Umgebung ein Risiko für schwerwiegende negative Effekte dar.
Norman Zinberg entwickelte den Gedanken von Set und Setting auf sozialwissenschaftlicher Basis weiter, indem er Regeln für die Umstände des Konsums bei sozial integrierten Konsumenten verschiedener Drogen untersuchte. Nach seiner Auffassung halten viele Konsumenten solche Regeln unbewusst ein und können dadurch einen kontrollierten Drogenkonsum erreichen.